# Јелена Савојска
Јелена Петровић Његош или Јелена Савојска (Цетиње, 8. јануар 1873 — Монпеље, 28. новембар 1952) је црногорска принцеза и последња краљица Италије у периоду 1900—1946. Била је удата за италијанског краља Виторија Емануела III (1869—1947).

## Биографија
Рођена је на Цетињу 8. јануара 1873. године, тадашњој престоници Кнежевине Црне горе, од оца Николе Петровића Његоша (1841—1921) и Милене рођене Вукотић (1847—1923) као шесто дете у породици. Од шесте до дванаесте године је за тутора имала швајцарску гувернанту Луису, а касније наставља школовање у Русији. Рану младост је провела на институту Смољни у Санкт Петерсбургу и руском царском двору. Крштена је у Влашкој цркви на Цетињу од стране руског цара Александра II Романова.
На светској изложби сликарства у Венецији априла 1895. године је упознала будућег супруга, напуљског принца Виторија Емануела III, са којим се касније зближила на балу у Русији организованог поводом крунисања цара Николаја II. Венчани су 24. октобра 1896. године након што је Емануел дошао на Цетиње у госте краљу Николи Петровићу и затражио руку његове ћерке. Након удаје Јелена је узелаа презиме Савојска и примила католичку веру. На венчању у Риму Јеленина мајка Милена није присуствовала јер није хтела да прихвати чињеницу да је Јелена променила веру.
Емануелова и Јеленина деца су:
- Јоланда Маргарита Савојска (1901—1986)
- Мафалда Марија Савојска (1902—1944)
- Умберто II Савојски (1904—1983)
- Ђована Савојска (1907—2000)
- Марија Франческа Савојска (1914—2001)

Чин преласка у римокатоличку цркву је обављен у цркви Светог Николе у Барију.
Католички бискуп Ришар из Монпељеа иницирао је да се Јелена Савојска прогласи за светицу.
Дана 29. јула 1900. године, након убиства Емануеловог оца он ступа на италијански престо. Тада и Јелена званично преузима титуле свог мужа и постаје краљица Италије, а после Мусолинијеве окупације Албаније и Етиопије, преузела је и титуле краљице Албаније и царице Етиопије.
На италијанском двору водила је повучен породични живот и није се истицала у јавном животу, већ се посветила хуманитарном раду и помоћи најугроженијима. Студирала је и медицину. Њен чин хуманости је било и спасавање људи из рушевина након земљотреса у Месини, где јој је у знак сећања, још за живота подигнут споменик. Након тога је организовала и прикупљање средстава за жртве земљотреса у Риму.
Учествовала је активно у раду Црвеног крста и промовисала истраживања лекара против Паркинсонове болести и рака, као и још неких болести карактеристичних за тај период.

### Први и Други светски рат
Током Првог светског рата радила је као медицинска сестра и уз помоћ краљице мајке претворила је Квириналску палату и вилу Маргерита у болнице које су функционисале од 1915. до 1919. године. Да би прикупила средства за финансирање болница осмислила је и дала да се изради њена фотографија са њеим потписом која је продавана на добротворним окупљањима. 1920. године је основала фондацију ’’Елена Савојска’’ за стипендирање деце сирочади, војника који су погинули током рата. Предложила је и да свака жена у Италији поклони део свог накита за децу чији су очеви жртвовани за нацију, а она је била прва која је донирала део свог накита.
Папа Пије XII јој 15. априла 1937. године даје Златну ружу, најважнију почаст која је давана у то време од стране католичке цркве.
Почетком Другог светског рата, након инвазије Немачке на Пољску Јелена је написала писмо и послала га краљицама шест држава како би предупредила трагедију и погибију коју би донео рат. Писмо је послала краљици Данске Александрин, краљици Вилхелмини од Холандије, Шарлоти, великој војвоткињи од Луксембурга, краљици Белгије Елизабети Баварској, њеној ћерки Ђовани Савојској, краљици Бугарске и Марији Карађорђевић, мајци југословенског краља. Касније је и утицала на свог мужа да лобира код Мусолинија, премијера Италије за стварање независне Краљевине Црне Горе.
Након пада фашизма у Италији она је са својим мужем и децом напустила Рим 9. септембра и прешли су у Бриндизи, а касније уз помоћ савезника у егзил у Александрију где их је уз велике почасти дочекао краљ Фарук.
Референдум је 2. јуна 1946. довео до тога да је 52 одсто бирача дало предност новој италијанској републици у односу на монархију. Република је формално проглашена четири дана касније, а владавина Савојске куће над Италијом формално је окончана 12. јуна 1946. године.
Годину дана касније Емануел је умро од едема плућа ,а Јелена се убрзо потом преселила у Француску, у Монпеље.
Преминула је од рака 28. новембра 1952. у Монпељеу у 80. години живота.
65 година након њене смрти, 15. децембра 2017. године њени посмртни остаци су враћени из Монпељеа у базилику Викофорте, а посмртни остаци Емануела су два дана касније из Египта пренети и сахрањени заједно са њеним.
Поводом њеног венчања са Виктором Еменуелом, 1896. године је изашла у Риму књига докумената о политичким односима Млетачке републике и Црне Горе, под називом Il Montenegro da Relazioni dei Proveditori Veneti 1687 - 1735.

## Други о њој
Никшићки лист "Невесиње" од 20.5.1898. (стари календар) у 3. броју доноси податак из италијанских листова да су Словенци, поданици италијански, предали једну молбу престолонасљедници кнегињи Јелени, да би она као Српкиња, порадила им слободу словеначког језика у цркви и школи. Та је молба српски написана. То се односило на Словенце у долини Резије и Натизона.
Дубровачки српски часопис Срђ доноси податак да је талијанска штампа писала о томе да је Јелена довела себи за дворску даму једну Српкињу да би имала с киме говорити својим матерњим српским језиком као и да се залаже за отварање катедре за српски језик на неком од италијанских универзитета.
Иван Мештровић у својим мемоарима спомиње сусрет са Јеленом 1911. године (Међународна изложба у Риму): 
Говорите с Краљицом на својем језику, она је ваша. Краљица је, међутим, одговорила француски, а касније ми је прије одласка рекла испод гласа: Ја сам помало заборавила нашки. Била сам у Русији и, онда ја не говорим књижевно српски, него онако по нашки, "Како говору у Црну Гору". А онда, не бих ћела, да буде криво овијем овдема, јер и с министрима говорим по француски.
Глас Црногорца је 1909. објавио пјесму Мићуна М. Павићевића Краљици Јелени, у којој је он назива славном Српкињом.

## Породично стабло
|  |                          |  |  |  |  |  |  |  |  |  |  |  |  |  |  |  |
|  | 8. Станко Петровић-Његош |  |  |  |  |  |  |  |  |  |  |  |  |  |  |  |
|  |                          |  |  |  |  |  |  |  |  |  |  |  |  |  |  |  |
|  |                          |  |  |  |  |  |  |  |  |  |  |  |  |  |  |  |
|  | 4. Мирко Петровић        |  |  |  |  |  |  |  |  |  |  |  |  |  |  |  |
|  |                          |  |  |  |  |  |  |  |  |  |  |  |  |  |  |  |
|  |                          |  |  |  |  |  |  |  |  |  |  |  |  |  |  |  |
|  | 9. Крстиња Врбица        |  |  |  |  |  |  |  |  |  |  |  |  |  |  |  |
|  |                          |  |  |  |  |  |  |  |  |  |  |  |  |  |  |  |
|  |                          |  |  |  |  |  |  |  |  |  |  |  |  |  |  |  |
|  | 2. Никола I Петровић     |  |  |  |  |  |  |  |  |  |  |  |  |  |  |  |
|  |                          |  |  |  |  |  |  |  |  |  |  |  |  |  |  |  |
|  |                          |  |  |  |  |  |  |  |  |  |  |  |  |  |  |  |
|  | 10. Драго Мартиновић     |  |  |  |  |  |  |  |  |  |  |  |  |  |  |  |
|  |                          |  |  |  |  |  |  |  |  |  |  |  |  |  |  |  |
|  |                          |  |  |  |  |  |  |  |  |  |  |  |  |  |  |  |
|  | 5. Анастасија Мартиновић |  |  |  |  |  |  |  |  |  |  |  |  |  |  |  |
|  |                          |  |  |  |  |  |  |  |  |  |  |  |  |  |  |  |
|  |                          |  |  |  |  |  |  |  |  |  |  |  |  |  |  |  |
|  | 11. Стана Мартиновић     |  |  |  |  |  |  |  |  |  |  |  |  |  |  |  |
|  |                          |  |  |  |  |  |  |  |  |  |  |  |  |  |  |  |
|  |                          |  |  |  |  |  |  |  |  |  |  |  |  |  |  |  |
|  | 1. Јелена Савојска       |  |  |  |  |  |  |  |  |  |  |  |  |  |  |  |
|  |                          |  |  |  |  |  |  |  |  |  |  |  |  |  |  |  |
|  |                          |  |  |  |  |  |  |  |  |  |  |  |  |  |  |  |
|  | 12. Петар Перков Вукотић |  |  |  |  |  |  |  |  |  |  |  |  |  |  |  |
|  |                          |  |  |  |  |  |  |  |  |  |  |  |  |  |  |  |
|  |                          |  |  |  |  |  |  |  |  |  |  |  |  |  |  |  |
|  | 6. Петар Вукотић         |  |  |  |  |  |  |  |  |  |  |  |  |  |  |  |
|  |                          |  |  |  |  |  |  |  |  |  |  |  |  |  |  |  |
|  |                          |  |  |  |  |  |  |  |  |  |  |  |  |  |  |  |
|  | 13. Стања Милић          |  |  |  |  |  |  |  |  |  |  |  |  |  |  |  |
|  |                          |  |  |  |  |  |  |  |  |  |  |  |  |  |  |  |
|  |                          |  |  |  |  |  |  |  |  |  |  |  |  |  |  |  |
|  | 3. Милена Петровић Његош |  |  |  |  |  |  |  |  |  |  |  |  |  |  |  |
|  |                          |  |  |  |  |  |  |  |  |  |  |  |  |  |  |  |
|  |                          |  |  |  |  |  |  |  |  |  |  |  |  |  |  |  |
|  | 14. Тадија Војводић      |  |  |  |  |  |  |  |  |  |  |  |  |  |  |  |
|  |                          |  |  |  |  |  |  |  |  |  |  |  |  |  |  |  |
|  |                          |  |  |  |  |  |  |  |  |  |  |  |  |  |  |  |
|  | 7. Јелена Војводић       |  |  |  |  |  |  |  |  |  |  |  |  |  |  |  |
|  |                          |  |  |  |  |  |  |  |  |  |  |  |  |  |  |  |
|  |                          |  |  |  |  |  |  |  |  |  |  |  |  |  |  |  |
|  | 15. Милица Павићевић     |  |  |  |  |  |  |  |  |  |  |  |  |  |  |  |
|  |                          |  |  |  |  |  |  |  |  |  |  |  |  |  |  |  |
|  |                          |  |  |  |  |  |  |  |  |  |  |  |  |  |  |  |

## Породица

### Супружник
| име                  | слика | датум рођења       | датум смрти        |
| -------------------- | ----- | ------------------ | ------------------ |
| Виторио Емануеле III |       | 11. новембар 1869. | 28. децембар 1947. |

### Деца
| име                       | слика | датум рођења        | датум смрти       | супружник             |
| ------------------------- | ----- | ------------------- | ----------------- | --------------------- |
| Принцеза Јоланда          |       | 1. јун 1901.        | 16. октобар 1986. | Ђорђо Карло Калви     |
| Принцеза Мафалда          |       | 2. новембар 1902.   | 27. август 1944.  | Филип од Хесеа        |
| Краљ Умберто II           |       | 15. септембар 1904. | 18. март 1983.    | Мари Жозе од Белгије  |
| Краљица Ђована            |       | 13. новембар 1907.  | 26. фебруар 2000. | Краљ Борис ІІІ        |
| Принцеза Марија Франческа |       | 26. децембар 1914.  | 7. децембар 2001. | Луиђи од Бурбон-Парме |